# Stanley Fields
Stanley Fields, nato Walter L. Agnew (Allegheny, 20 maggio 1883 – Los Angeles, 23 aprile 1941), è stato un attore statunitense.

## Biografia
Stanley Fields cominciò la sua carriera artistica cantando presso il coro della chiesa locale come soprano. In seguito iniziò a lavorare come lottatore di pugilato e in uno dei suoi tanti incontri si ruppe il naso.
Negli anni trenta conobbe l'attore comico Frank Fay che lo avviò alla carriera cinematografica. Quasi tutti i brevi ruoli di Fields nei film erano quelli del cattivo di turno. Tra i suoi film più celebri, I fanciulli del West (1937), con la coppia Stanlio e Ollio.
Fields continuò ad apparire sul grande schermo in brevi parti fino alla morte, avvenuta nel 1941. È sepolto presso il cimitero nazionale di Los Angeles.

## Filmografia parziale
- Notti di New York (New York Nights), regia di Lewis Milestone (1929)
- See America Thirst, regia di William James Craft (1930)
- Piccolo Cesare (Little Caesar), regia di Mervyn LeRoy (1931)
- I pionieri del West (Cimarron), regia di Wesley Ruggles (1931)
- Le vie della città (City Streets), regia di Rouben Mamoulian (1931)
- L'amazzone mascherata (Riders of the Purple Sage), regia di Hamilton MacFadden (1931)
- Two Kinds of Women, regia di William C. de Mille (1932)
- Il re del Far West (Destry Rides Again), regia di Benjamin Stoloff (1932)
- Il re dell'arena (The Kid from Spain), regia di Leo McCarey (1932)
- L'isola delle anime perdute (Island of Lost Souls), regia di Erle C. Kenton (1932)
- Il tesoro dei faraoni (Kid Millions), regia di Roy Del Ruth (1935)
- L'incredibile realtà (Life Returns), regia di Eugene Frenke, James P. Hogan (1935)
- La tragedia del Bounty (Mutiny on the Bounty), regia di Frank Lloyd (1935)
- Il prigioniero volontario (O'Malley of the Mounted), regia di David Howard (1936)
- Simpatica canaglia (The Devil Is a Sissy), regia di W. S. Van Dyke (1936)
- Notti messicane (The Gay Desperado), regia di Rouben Mamoulian (1936)
- La vergine di Salem (Maid of Salem), regia di Frank Lloyd (1937)
- I fanciulli del West (Way Out West), regia di James W. Horne (1937)
- Alla conquista dei dollari (The Toast of New York), regia di Rowland V. Lee (1937)
- Anime sul mare (Souls at Sea), regia di Henry Hathaway (1937)
- La gelosia non è di moda (Wife, Doctor and Nurse), regia di Walter Lang (1937)
- Quei cari parenti (Danger - Love at Work), regia di Otto Preminger (1937)
- Alì Babà va in città (Ali Baba Goes to Town), regia di David Butler (1937)
- Un mondo che sorge (Wells Fargo), regia di Frank Lloyd (1937)
- Un'americana nella casbah (Algiers), regia di John Cromwell (1938)
- Uno scozzese alla corte del Gran Khan (The Adventures of Marco Polo), regia di Archie Mayo (1938)
- The Kid from Kokomo, regia di Lewis Seiler (1939)
- Acciaio umano (Hell's Kitchen), regia di Ewald André Dupont e Lewis Seiler (1939)
- The Great Plane Robbery, regia di Lewis D. Collins (1940)
- La ribelle del West (The Lady from Cheyenne), regia di Frank Lloyd (1941)
- Vendo la mia vita (I'll Sell My Life), regia di Elmer Clifton (1941)

## Doppiatori italiani
- Giorgio Capecchi in Piccolo Cesare (doppiaggio tardivo)
- Vittorio Amandola in I fanciulli del West (ridoppiaggio)